# 蔣英實 (電視劇)
《蔣英實》（韓語：장영실）是韓國KBS 1TV自2016年1月2日起播出的大河連續劇，由《近肖古王》、《懲毖錄》金英兆導演攜手《空港城市》李明熙作家與《千秋太后》《階伯》馬昌俊作家打造。是KBS電視台第一次嘗試科學類古裝劇，講述朝鮮時代賤民出身的天才科學家蔣英實的一生。

## 演員陣容

### 主要人物
- 宋一國 飾演 蔣英實（兒時：鄭允錫）
- 金相慶 飾演 世宗李祹（兒時：洪賢哲）
- 金永哲 飾演 太宗李芳遠
- 朴宣英 飾演 韶賢翁主（兒時：尹時英）

### 朝鮮大臣們
- 金度贤 飾演 李蕆
- 孫炳昊 飾演 河演
- 鄭漢溶 飾演 黃喜
- 金柄基 飾演 孟思誠
- 李英錫 飾演 趙末生
- 韓基鐘 飾演 許稠
- 金孝遠 飾演 鄭招
- 姜申九 飾演 鄭欽之
- 鄭義甲 飾演 鄭麟趾
- 朴承奎 飾演 朴訔
- 黃伊健 飾演 金九南
- 李建明 飾演 朴堧
- 安信宇 飾演 崔萬里

### 書雲觀人物
- 李秉勳 飾演 李純之
- 徐鉉哲 飾演 崔福
- 林革 飾演 柳擇尚
- 姜智厚 飾演 成社國
- 閔俊賢 飾演 全裴燦
- 李學元 飾演 池京燦

### 東萊縣人物
- 李志勳 飾演 蔣喜濟（兒時：金丹律）
- 金明水 飾演 蔣成暉
- 金愛蘭 飾演 閆月
- 孫鎬鈞 飾演 蔣基培
- 姜聲振 飾演 錫九
- 金大鐘 飾演 金學柱

### 漢陽人物
- 尹雅凜 飾演 爾善
- ？ 飾演 吳丘山
- 李建 飾演 韓內官
- 金美娜 飾演 嚴尚宮

### 明朝人物
- 金光英 飾演 朱瞻基
- 权彬 飾演 朱祁镇
- 林东真 飾演 朱泰江（虚构人物）
- 朴奎利 飾演 家庭主妇
- 林哲哥 飾演 尹凤（朝鲜语：윤봉 (조선)）
- 朴赫民 飾演 马凤杰（虚构人物）
- 黄灿浩 飾演 木山（虚构人物）
- 尹德鏞 飾演 校友代表
- 刘英福 飾演 王振
- 车哲 飾演 属于校友的官员
- 全真基 飾演 明朝宦官

### 其他人物
- 郭民豪 飾演 高吉秀
- 林東鎮 飾演 朱泰康
- 朴奎利 飾演 朱富玲
- 林哲亨 飾演 尹鳳

### 特別出演
- 宋大韓 1月10日第四集 飾演 路邊乞兒
- 宋民國 1月10日第四集 飾演 路邊乞兒
- 宋萬歲 1月10日第四集 飾演 路邊乞兒

## 收視率
| 集數       | 播出日期   | TNMS 收視率      | TNMS 收視率    | AGB 收視率       | AGB 收視率     |
| 集數       | 播出日期   | 大韓民國（全國） | 首爾（首都圈） | 大韓民國（全國） | 首爾（首都圈） |
| ---------- | ---------- | ---------------- | -------------- | ---------------- | -------------- |
| 1          | 2016/01/02 | 8.5%             | 8.7%           | 11.6%            | 11.5%          |
| 2          | 2016/01/03 | 8.6%             | 8.4%           | 11.5%            | 12.3%          |
| 3          | 2016/01/09 | 9.6%             | 8.6%           | 10.2%            | 10.4%          |
| 4          | 2016/01/10 | 9.0%             | 9.2%           | 11.3%            | 12.3%          |
| 5          | 2016/01/16 | 9.8%             | 9.3%           | 10.1%            | 10.1%          |
| 6          | 2016/01/17 | 10.0%            | 9.9%           | 12.2%            | 12.9%          |
| 7          | 2016/01/23 | 12.2%            | 11.3%          | 14.1%            | 14.2%          |
| 8          | 2016/01/24 | 12.4%            | 10.8%          | 14.1%            | 15.1%          |
| 9          | 2016/01/30 | 10.7%            | 9.3%           | 12.2%            | 12.5%          |
| 10         | 2016/01/31 | 10.4%            | 10.0%          | 13.4%            | 13.5%          |
| 11         | 2016/02/06 | 9.9%             | 9.5%           | 11.9%            | 12.5%          |
| 12         | 2016/02/13 | 9.2%             | 8.2%           | 10.9%            | 11.8%          |
| 13         | 2016/02/14 | 9.1%             | 8.5%           | 10.3%            | 10.3%          |
| 14         | 2016/02/20 | 9.0%             | 9.5%           | 11.0%            | 11.1%          |
| 15         | 2016/02/21 | 9.2%             | 8.4%           | 11.7%            | 11.6%          |
| 16         | 2016/02/27 | 8.8%             | 8.3%           | 10.8%            | 10.8%          |
| 17         | 2016/02/28 | 9.6%             | 9.3%           | 11.7%            | 11.6%          |
| 18         | 2016/03/05 | 10.5%            | 10.1%          | 11.5%            | 12.1%          |
| 19         | 2016/03/06 | 9.7%             | 8.2%           | 11.8%            | 11.6%          |
| 20         | 2016/03/12 | 9.4%             | 8.4%           | 10.4%            | 10.1%          |
| 21         | 2016/03/13 | 10.1%            | 8.2%           | 12.0%            | 12.2%          |
| 22         | 2016/03/19 | 9.5%             | 8.2%           | 10.4%            | 10.0%          |
| 23         | 2016/03/20 | 10.5%            | 9.8%           | 11.9%            | 11.9%          |
| 24         | 2016/03/26 | 9.4%             | 8.0%           | 10.2%            | 10.2%          |
| 平均收視率 | 平均收視率 | 9.80%            | 9.09%          | 11.55%           | 11.78%         |

- 收視最低的集數以藍色表示，收視最高的集數以紅色表示，而空格則表示該集的收視沒有相關數據。

## 同時段競爭節目
- MBC：《我的女兒，琴四月》、《結婚契約》
- SBS：《我有愛人了》、《Mrs. Cop 2》

## 其他
- 2008年時，KBS1於同時段推出之《大王世宗》中，金相慶與金永哲同樣分別飾演世宗與太宗。
- 宋一國與朴宣暎時隔5年繼《重案組》後再度合作。

## 腳註
1. ↑  宋一國朴宣暎主演《蔣英實》進入拍攝 明年1月開播 （页面存档备份，存于）全星網
2. ↑  .   [2015-12-29]. （原始内容存档于2018-01-17）.
3. ↑  .   [2015-12-29]. （原始内容存档于2013-12-26）.

## 外部連結
- Daum上《蔣英實》的資料

| KBS1 大河劇                            | KBS1 大河劇                                 | KBS1 大河劇 |
| -------------------------------------- | ------------------------------------------- | ----------- |
|                                        | 蔣英實 （2016年1月2日－2016年3月26日）      |             |
| 懲毖錄 （2015年2月14日－2015年8月2日） | 太宗李芳遠 （2021年12月11日－2022年5月1日） |             |